# Drag Race Down Under
Drag Race Down Under é uma série de televisão via streaming de reality de competição baseada na série de televisão americana de mesmo nome produzida pela World of Wonder e Warner Bros. International Television Production New Zealand. O programa documenta RuPaul e um painel de jurados em busca de "a próxima superestrela drag de Down Under". RuPaul desempenha vários papéis no programa, incluindo apresentador, mentor e juiz principal da série, pois os competidores recebem diferentes desafios para participar a cada semana. O show também emprega um painel de juízes: RuPaul, Michelle Visage e Rhys Nicholson. A série estreou no TVNZ 2 e TVNZ OnDemand na Nova Zelândia, Stan na Austrália e no WOW Presents Plus internacionalmente em 1 de maio de 2021. A série também está sendo transmitida pela BBC Three e BBC iPlayer no Reino Unido, e transmitida pela Crave e seu serviço de streaming associado no Canadá.
As dez drag queens competem pelo título de "primeira superestrela drag de Down Under", um suprimento de um ano da Revolution Beauty Cosmetics e um prêmio em dinheiro de US$ 30.000. A vencedora da primeira temporada de RuPaul's Drag Race Down Under foi Kita Mean.
Em setembro de 2021, a série foi renovada para uma segunda temporada. A seleção de elenco foi encerrada em 5 de outubro de 2021.
A diretora de conteúdo da TVNZ, Cate Slater, disse que a TVNZ fará parceria com Stan, World of Wonder, Passion Distribution e Warner Bros. International Television Production New Zealand para mais uma temporada de RuPaul's Drag Race Down Under, que deve ser filmada na Nova Zelândia e lançada em 2022.

## Formato
Assim como a versão americana, RuPaul tem vários papéis dentro do programa, atuando como apresentador, treinador e juiz. Como apresentador, RuPaul apresenta convidados famosos, anuncia os desafios dos quais as rainhas participarão a cada semana e revela quem deixará a competição. Por seu papel como treinador, RuPaul oferece orientação aos competidores em cada desafio e, como juiz, ele critica as rainhas sobre seu desempenho geral no desafio. O programa usa eliminação progressiva para reduzir o número de drag queens na competição do campo inicial de dez competidores (série 1), até as quatro finalistas. Cada episódio segue um formato composto por um mini desafio, um desafio principal, um desfile (onde as competidoras modelam em uma passarela, geralmente com um tema baseado no desafio principal), o painel de jurados, uma batalha de dublagem e a eliminação de um concorrente.

### Mini desafios
Nos mini desafios, cada competidor é solicitado a realizar uma tarefa diferente com requisitos variados e limitações de tempo. Certos mini desafios são repetidos de série para série, ou repetidos da temporada original americana. Por exemplo, o primeiro mini desafio é uma sessão de fotos com um fotógrafo ou com o próprio RuPaul, que inclui um toque especial (como ser encharcado de água enquanto estiver totalmente em drag, ter um ventilador de alta potência ligado durante a sessão ou ser fotografado enquanto pula em um trampolim). Um mini desafio recorrente é dedicado à "leitura", um termo drag para fazer observações insultuosas sobre os colegas para efeito cômico, inspirado em Paris Is Burning. O vencedor de um mini desafio às vezes é recompensado com uma vantagem no desafio principal. Embora a maioria dos episódios tenha um mini desafio, episódios selecionados não tem.

### Maxi desafios e desfiles
Os requisitos do desafio máximo variam em cada episódio e podem ser desafios individuais ou em grupo. O vencedor do desafio maxi também recebe um prêmio especial por sua vitória. O desafio maxi final consistiu nas rainhas participando de uma rotina de canto e dança ao som de uma das músicas de RuPaul. 
O objetivo de cada maxi desafio envolve um novo tema e resultado. Os competidores são frequentemente solicitados a projetar e construir uma roupa personalizada, às vezes incorporando materiais não convencionais. Outros desafios se concentram na capacidade dos competidores de se apresentarem diante das câmeras, atuarem com música ou atuarem com humor. Alguns desafios se tornaram uma tradição ao longo das temporadas, como o "Snatch Game" (em que os competidores se passam por celebridades como uma paródia do Match Game), um baile ou uma transformação, em que os competidores criam personas drag para outras pessoas. Os competidores descem uma passarela apresentando roupas. Se o desafio maxi envolver a criação de uma roupa, essa roupa é apresentada aos juízes na passarela. Caso contrário, é atribuído um tema e os concorrentes devem montar um look que se adeque ao tema, que é apresentado aos jurados. A aparência da passarela e a apresentação são julgadas juntamente com o desempenho do maxi desafio.

### Painel de jurados
Um painel de juízes emite opiniões sobre as performances do desafio e os looks da passarela, primeiro para os competidores no palco e depois novamente com eles fora do palco.
| Jurado          | Temporada | Temporada | Temporada | Temporada |
| Jurado          | 1         | 2         | 3         | 4         |
| --------------- | --------- | --------- | --------- | --------- |
| RuPaul          | Principal | Principal | Principal | —         |
| Michelle Visage | Principal | Principal | Principal | Principal |
| Rhys Nicholson  | Principal | Principal | Principal | Principal |

RuPaul atuou como apresentador e juiz principal, com Michelle Visage e Rhys Nicholson como juízes coadjuvantes, até a 3ª temporada.
Já na  4ª temporada, foi anunciado que Michelle Visage seria a nova apresentadora, ainda com Rhys Nicholson como juíz coadjuvante mas sem RuPaul.
O programa fez uma tentativa frustrada de reservar a primeira-ministra da Nova Zelândia, Jacinda Ardern, para alguma forma de aparição, seja como jurada convidada ou fazendo uma aparição na sala de trabalho. Ardern recusou, citando problemas de agenda.

## Resumo da série
| Série | Data de Estreia       | Data da Final          | Vencedor(a)     | Vice-campeãs(os)                            | Nº de competidores(as) | Prêmios do(a) Vencedor(a)                                                                                      |
| ----- | --------------------- | ---------------------- | --------------- | ------------------------------------------- | ---------------------- | --- |
| 1     | 1 de maio de 2021     | 19 de junho de 2021    | Kita Mean       | Art Simone Karen from Finance Scarlet Adams | 10                     | - 1 ano de Revolution Beauty Cosmetics - Um prêmio em dinheiro de US$ 30.000                                   |
| 2     | 30 de julho de 2022   | 17 de setembro de 2022 | Spankie Jackzon | Hannah Conda Kween Kong                     | 10                     | - 1 ano de Anastasia Beverly Hills Cosmetics - Um prêmio em dinheiro de US$ 50.000, em um oferecimento Samsung |
| 3     | 28 de julho de 2023   | 15 de setembro de 2023 | Isis Avis Loren | Gabriella Labucci                           | 10                     | - 1 ano de Anastasia Beverly Hills Cosmetics - Um prêmio em dinheiro de US$ 50.000                             |
| 4     | 1 de novembro de 2024 | 20 de dezembro de 2024 | Lazy Susan      | Mandy Moobs Vybe                            | 10                     | — |

### 1ª temporada (2021)
A primeira temporada de RuPaul's Drag Race Down Under começou a ser exibida em 1 de maio de 2021 mo Stan na Austrália, TVNZ 2 na Nova Zelândia e no serviço de streaming WOW Presents Plus da World of Wonder internacionalmente e durou 8 episódios. Os jurados incluíram RuPaul, Michelle Visage e Rhys Nicholson. O elenco foi anunciado em 6 de março no YouTube. Art Simone, Karen from Finance, Kita Mean e Scarlet Adams chegaram à final, com Kita Mean sendo coroada a primeira superestrela drag de Down Under.
Concorrentes

As idades e nomes indicados referem-se à época das filmagens.
| Concorrente        | Idade | Origem                  | Resultado |
| ------------------ | ----- | ----------------------- | --------- |
| Kita Mean          | 34    | Auckland, Nova Zelândia | Vencedora |
| Art Simone         | 28    | Melbourne, Austrália    | Finalista |
| Karen From Finance | 32    | Melbourne, Austrália    | Finalista |
| Scarlet Adams      | 27    | Perth, Austrália        | Finalista |
| Elektra Schock     | 27    | Auckland, Nova Zelândia | 5º lugar  |
| Maxi Shield        | 46    | Sydney, Austrália       | 6º lugar  |
| Etctera Etctera    | 22    | Sydney, Austrália       | 7º lugar  |
| Anita Wigl'it      | 31    | Auckland, Nova Zelândia | 8º lugar  |
| Coco Jumbo         | 30    | Sydney, Austrália       | 9º lugar  |
| Jojo Zaho          | 30    | Newcastle, Austrália    | 10º lugar |

Progresso das concorrentes
| Concorrente        | 1      | 2      | 3      | 4      | 5      | 6      | 7      | 8         |
| ------------------ | ------ | ------ | ------ | ------ | ------ | ------ | ------ | --------- |
| Kita Mean          | SALVA  | SALVA  | BOM    | SALVA  | BOM    | VENCEU | BTM2   | Vencedora |
| Art Simone         | BOM    | ELIM   |        | BOM    | SALVA  | SALVA  | RUIM   | Finalista |
| Karen From Finance | VENCEU | RUIM   | SALVA  | BTM2   | RUIM   | BOM    | RUIM   | Finalista |
| Scarlet Adams      | BOM    | RUIM   | VENCEU | VENCEU | SALVA  | BTM2   | VENCEU | Finalista |
| Elektra Shock      | BTM2   | RUIM   | BTM2   | SALVA  | VENCEU | RUIM   | ELIM   |           |
| Maxi Shield        | SALVA  | RUIM   | RUIM   | BOM    | BTM2   | ELIM   |        |           |
| Etctera Etctera    | SALVA  | SALVA  | SALVA  | RUIM   | ELIM   |        |        |           |
| Anita Wigl'it      | SALVA  | VENCEU | BOM    | ELIM   |        |        |        |           |
| Coco Jumbo         | RUIM   | BTM2   | ELIM   |        |        |        |        |           |
| Jojo Zaho          | ELIM   |        |        |        |        |        |        |           |

 Vencedora  A concorrente foi declarada a vencedora da temporada.
 Finalista  A concorrente foi declarada uma das finalistas da temporada.
 Eliminada  A concorrente foi a eliminada na final, pelos jurados.
 VENCEU  A concorrente venceu o desafio do episódio.
 BOM  A concorrente recebeu críticas positivas, e foi declarada salva.
 SALVA  A concorrente foi declarada salva.
 RUIM  A concorrente recebeu críticas negativas, e foi declarada salva.
 BTM  A concorrente ficou entre as piores, mas não foi eliminada.
 ELIM  A concorrente ficou entre as piores, e foi eliminada.

### 2ª temporada (2022)
A segunda temporada foi confirmada e a escalação foi aberta em 9 de setembro de 2021. A escalação foi encerrada na terça-feira, 5 de outubro.
A diretora de conteúdo da TVNZ, Cate Slater, disse que a TVNZ fará parceria com Stan, World of Wonder, Passion Distribution e Warner Bros. International Television Production New Zealand para mais uma temporada de RuPaul's Drag Race Down Under, que será filmada na Nova Zelândia e lançada em 2022."
De acordo com relatos da mídia, a temporada começou a ser filmada em 18 de janeiro e estava programada para terminar em 14 de fevereiro de 2022. Os jurados da primeira temporada, Michelle Visage e Rhys Nicholson, foram vistos no sul de Auckland nessa época, levando à especulação de que ambos estariam retornando para julgar a segunda temporada. A concorrente da 1ª temporada, Anita Wigl'it, também confirmou que estava filmando uma aparição para a 2ª temporada.
Concorrentes

As idades e nomes indicados referem-se à época das filmagens.
| Concorrente     | Idade | Origem                    | Resultado |
| --------------- | ----- | ------------------------- | --------- |
| Spankie Jackson | 37    | Palmerston, Nova Zelândia | Vencedora |
| Hannah Conda    | 30    | Sydney, Austrália         | Finalista |
| Kween Kong      | 29    | Adelaide, Austrália       | Finalista |
| Molly Poppinz   | 30    | Newcastle, Austrália      | 4° Lugar  |
| Beverly Killz   | 21    | Brisbane, Austrália       | 5º lugar  |
| Yuri Guaii      | 25    | Auckland, Nova Zelândia   | 6º lugar  |
| Minnie Cooper   | 50    | Sydney, Austrália         | 7º lugar  |
| Pomara Fifth    | 28    | Sydney, Austrália         | 8º lugar  |
| Aubrey Haive    | 25    | Timaru, Nova Zelândia     | 9º lugar  |
| Faúx Fúr        | 27    | Sydney, Austrália         | 10º lugar |

Progresso das concorrentes
| Concorrente     | 1      | 2      | 3      | 4      | 5      | 6      | 7      | 8         |
| --------------- | ------ | ------ | ------ | ------ | ------ | ------ | ------ | --------- |
| Spankie Jackson | BTM2   | VENCEU | VENCEU | BOM    | VENCEU | BOM    | BOM    | Vencedora |
| Hannah Conda    | BOM    | BOM    | SALVA  | VENCEU | VENCEU | VENCEU | BTM2   | Finalista |
| Kween Kong      | RUIM   | BTM2   | SALVA  | SALVA  | VENCEU | BTM2   | VENCEU | Finalista |
| Molly Poppinz   | VENCEU | SALVA  | SALVA  | RUIM   | BTM2   | SALVA  | ELIM   |           |
| Beverly Killz   | SALVA  | SALVA  | BTM2   | BTM2   | SALVA  | ELIM   |        |           |
| Yuri Guaii      | BOM    | RUIM   | VENCEU | BOM    | ELIM   |        |        |           |
| Minnie Cooper   | SALVA  | BOM    | SALVA  | ELIM   |        |        |        |           |
| Pomara Fifth    | SALVA  | SALVA  | ELIM   |        |        |        |        |           |
| Aubrey Haive    | SALVA  | ELIM   |        |        |        |        |        |           |
| Faúx Fúr        | ELIM   |        |        |        |        |        |        |           |

 Vencedora  A concorrente foi declarada a vencedora da temporada.
 Finalista  A concorrente foi declarada uma das finalistas da temporada.
 VENCEU  A concorrente venceu o desafio do episódio.
 BOM  A concorrente recebeu críticas positivas, e foi declarada salva.
 SALVA  A concorrente foi declarada salva.
 RUIM  A concorrente recebeu críticas negativas, e foi declarada salva.
 BTM  A concorrente ficou entre as piores, mas não foi eliminada.
 ELIM  A concorrente ficou entre as piores, e foi eliminada.

### 3ª temporada (2023)
Concorrentes

As idades e nomes indicados referem-se à época das filmagens.
| Concorrente       | Idade | Origem                   | Resultado |
| ----------------- | ----- | ------------------------ | --------- |
| Isis Avis Loren   | 33    | Melbourne, Austrália     | Vencedora |
| Gabriella Labucci | 31    | Ballarat, Austrália      | Finalista |
| Flor              | 25    | Auckland, Nova Zelândia  | 3° Lugar  |
| Hollywould Star   | 34    | Sydney, Austrália        | 4° Lugar  |
| Bumpa Love        | 51    | Melbourne, Austrália     | 5º lugar  |
| Ashely Madison    | 25    | Melbourne Austrália      | 6º lugar  |
| Rita Menu         | 24    | Hamilton, Nova Zelaândia | 7º lugar  |
| Ivanna Drink      | 26    | Auckland, Nova Zelândia  | 8º lugar  |
| Ivory Glaze       | 26    | Sydney, Austrália        | 9º lugar  |
| Amyl              | 27    | Sydney, Austrália        | 10º lugar |

Progresso das concorrentes
| Concorrente       | 1      | 2      | 3      | 4      | 5      | 6      | 7      | 8         |
| ----------------- | ------ | ------ | ------ | ------ | ------ | ------ | ------ | --------- |
| Isis Avis Loren   | SALVA  | VENCEU | BOM    | BOM    | BOM    | VENCEU | VENCEU | Vencedora |
| Gabriella Labucci | BOM    | SALVA  | VENCEU | SALVA  | BOM    | BTM2   | BTM2   | Finalista |
| Flor              | BOM    | SALVA  | BOM    | BTM2   | SALVA  | BOM    | VENCEU | Eliminada |
| Hollywould Star   | VENCEU | BOM    | SALVA  | SALVA  | VENCEU | SALVA  | ELIM   |           |
| Bumpa Love        | SALVA  | BOM    | BOM    | RUIM   | BTM2   | ELIM   |        |           |
| Ashley Madison    | RUIM   | SALVA  | SALVA  | VENCEU | ELIM   |        |        |           |
| Rita Menu         | SALVA  | BTM2   | BTM2   | ELIM   |        |        |        |           |
| Ivanna Drink      | SALVA  | RUIM   | ELIM   |        |        |        |        |           |
| Ivory Glaze       | BTM2   | ELIM   |        |        |        |        |        |           |
| Amyl              | ELIM   |        |        |        |        |        |        |           |

 Vencedora  A concorrente foi declarada a vencedora da temporada.
 Finalista  A concorrente foi declarada uma das finalistas da temporada.
 Eliminada  A concorrente foi a eliminada na final, pelos jurados.
 VENCEU  A concorrente venceu o desafio do episódio.
 BOM  A concorrente recebeu críticas positivas, e foi declarada salva.
 BOM  A concorrente fez parte do time vencedor, e foi declarada salva.
 SALVA  A concorrente foi declarada salva.
 RUIM  A concorrente recebeu críticas negativas, e foi declarada salva.
 BTM  A concorrente ficou entre as piores, mas não foi eliminada.
 ELIM  A concorrente ficou entre as piores, e foi eliminada.

### 4ª temporada (2024)
Concorrentes

As idades e nomes indicados referem-se à época das filmagens.
| Concorrente      | Idade | Origem                    | Resultado |
| ---------------- | ----- | ------------------------- | --------- |
| Lazy Susan       | 32    | Melbourne, Austrália      | Vencedora |
| Mandy Moobs      | 33    | Brisbane, Austrália       | Finalista |
| Vybe             | 32    | Sydney, Austrália         | Finalista |
| Freya Armani     | 24    | Brisbane, Austrália       | 4° Lugar  |
| Nikita Iman      | 27    | Sydney, Austrália         | 5° Lugar  |
| Max Drag Queen   | 24    | Melbourne, Austrália      | 6° Lugar  |
| Brenda Bressed   | 24    | Melbourne, Austrália      | 7° Lugar  |
| Lucina Innocence | 28    | Auckland, Nova Zelândia   | 8° Lugar  |
| Karna Ford       | 27    | Sydney, Austrália         | 9° Lugar  |
| Olivia Dreams    | 26    | Wellington, Nova Zelândia | 10° Lugar |

Progresso das concorrentes
| Concorrente      | 1      | 2      | 3      | 4      | 5      | 6      | 7      | 8         |
| ---------------- | ------ | ------ | ------ | ------ | ------ | ------ | ------ | --------- |
| Lazy Susan       | VENCEU | VENCEU | SALVA  | SALVA  | SALVA  | VENCEU | BOM    | Vencedora |
| Mandy Moobs      | SALVA  | SALVA  | BOM    | VENCEU | RUIM   | SALVA  | BTM2   | Finalista |
| Vybe             | SALVA  | BOM    | BOM    | BOM    | VENCEU | RUIM   | VENCEU | Finalista |
| Freya Armani     | SALVA  | RUIM   | SALVA  | BTM2   | BOM    | BOM    | BOM    | Eliminada |
| Nikita Iman      | BOM    | SALVA  | BTM3   | BOM    | VENCEU | BTM2   | ELIM   |           |
| Max Drag Queen   | BOM    | SALVA  | BTM3   | SALVA  | BTM2   | ELIM   |        |           |
| Brenda Bressed   | SALVA  | BOM    | VENCEU | RUIM   | ELIM   |        |        |           |
| Lucina Innocence | BTM2   | BTM2   | SALVA  | ELIM   |        |        |        |           |
| Karna Ford       | BTM2   | SALVA  | ELIM   |        |        |        |        |           |
| Olivia Dreams    | RUIM   | ELIM   |        |        |        |        |        |           |

 Vencedora  A concorrente foi declarada a vencedora da temporada.
 Finalista  A concorrente foi declarada uma das finalistas da temporada.
 Eliminada  A concorrente foi a eliminada na final, pelos jurados.
 VENCEU  A concorrente venceu o desafio do episódio.
 BOM  A concorrente recebeu críticas positivas, e foi declarada salva.
 SALVA  A concorrente foi declarada salva.
 RUIM  A concorrente recebeu críticas negativas, e foi declarada salva.
 BTM  A concorrente ficou entre as piores, mas não foi eliminada.
 ELIM  A concorrente ficou entre as piores, e foi eliminada.